# لینسپایر
لینسپایر (به انگلیسی: Linspire) پیش از این با نام لیندوز منتشر می‌شد. یک توزیع تجاری لینوکس بر پایهٔ دبیان است که در ۲۰۰۱ معرفی شد.در سال ۲۰۰۲ , مایکروسافت از Lindows شکایت کرد , و ادعا کرد که نام Lindows نقض علامت تجاری ویندوز است . ادعای مایکروسافت توسط دادگاه رد شد, چراکه ادعا می‌کرد مایکروسافت از اصطلاح ویندوز برای توصیف رابط کاربری گرافیکی قبل از انتشار محصول ویندوز استفاده کرده‌است , و تکنیک پنجره سازی چندین سال پیش توسط زیراکس و اپل کامپیوتر اجرا شده‌است. مایکروسافت به دنبال درخواست مجدد بود و پس از آن در فوریه ۲۰۰۴ به تعویق افتاد , برای حل و فصل پرونده پیشنهاد شد . به عنوان بخشی از تسویه مجوز , مایکروسافت حدود ۲۰ میلیون دلار پرداخت , و Lindows , Inc. علامت تجاری Lindows را به مایکروسافت انتقال داده و نام آن را به Linspire , inc . تغییر داد.
```
زاندروس شرکت سازنده این 
لینوکس
 با 
مایکروسافت
 همکاری می‌کند.
[
۱
]
```

لینسپایر (قبلاً لیندوز/لیندوس) یک سیستم عامل تجاری مبتنی بر دبیان و اوبونتو است و در حال حاضر متعلق به پی سی/اوپن سیستمز ال ال سی است که خود متعلق به لینسپایر بود. شرکت از سال ۲۰۰۱ تا ۲۰۰۸ و سپس توسط زاندروس از ۲۰۰۸ تا ۲۰۱۷ در چرخه بوده است. در ۱ جولای ۲۰۰۸، سهامداران لینسپایر تصمیم گرفتند نام شرکت را به دیجیتال کرنرستون تغییر دهند، و تمام دارایی‌ها توسط زاندروس خریداری شد. در ۸ اوت ۲۰۰۸، آندریاس تایپالدوس، مدیر عامل زاندروس، اعلام کرد که لینسپایر به نفع زاندروس متوقف خواهد شد. فری اسپایر کد پایه خود را از اوبونتو به دبیان تغییر می‌دهد. و نام تجاری لینسپایر وجود نخواهد داشت. در ۱ ژانویه ۲۰۱۸، اعلام شد که پی سی/اوپن سیستمز ال ال سی لینسپایر و فری اسپایر را از زاندروس خریداری کرده است، و لینسپایر ۷ با قیمت ۸۰ دلار در دسترس است، در حالی که فری اسپایر ۳ به صورت رایگان در دسترس است.